# 劉武周
劉 武周（りゅう ぶしゅう）は、隋末唐初に割拠した群雄の一人。

## 生涯
劉匡と趙氏の間の子として、瀛州景城県（現在の河北省滄州市滄県の西部）に生まれた。父の劉匡の代に雲州馬邑県に移住していた。
武周は騎射をよくし、豪傑と交友した。兄の劉山伯は「おまえは付き合う相手を選ばないと、わが一族を滅ぼすことになるぞ」と武周を非難したといわれる。武周は洛陽にいたり、隋の太僕の楊義臣の麾下に入った。高句麗遠征に従って功績を挙げ、建節校尉に任ぜられた。馬邑に帰還すると、鷹揚府校尉となった。馬邑郡太守の王仁恭に重用されたが、王仁恭の侍女との密通の発覚を恐れた武周は「父老や妻子が飢えと寒さに苦しみ、遺体が散乱しているのに、王府君は官倉を閉ざして百姓を救おうとしない。これに何の理があろうか」と馬邑郡中に宣言し、民衆の怒りを扇動すると大業13年（617年）に張万歳らとともに王仁恭を斬り、官倉を開いて食糧を振る舞い、馬邑郡の属県に檄を飛ばして兵一万あまりを得て、馬邑郡太守を自称し、突厥に遣使して従属した。
雁門郡丞の陳孝意と虎賁郎将の王智弁が桑乾鎮を包囲すると、武周は突厥と合流して王智弁を撃破した。陳孝意は雁門に逃れて、雁門の人に殺され、雁門は武周に帰順した。武周は楼煩を襲撃して破り、煬帝が建設した離宮である汾陽宮を制圧すると女官を突厥の始畢可汗に献上して多くの軍馬と交換し、定襄郡も制圧した。突厥は武周を立てて定楊可汗とした。武周は皇帝を称し、妻の沮氏を皇后とし、天興と建元した。衛士の楊伏念を左僕射とし、妹婿の苑君璋を内史令とした。また竇建徳に敗れて逃れた上谷の宋金剛が帰順してくると、宋王に封じて武周の妹をとつがせた。宋金剛は武周に晋陽を取って天下を争うように進言し、武周は宋金剛を西南道大行台に任じた。
天興3年（619年）、突厥の協力も得て総勢2万の兵を率いて唐の北辺に進攻した。太原を守る斉王の李元吉は派遣に反対する張達を送ったが、少数の兵しか与えられなかったので撃破され、怒った張達は武周に寝返って楡次を落とした。武周軍は石州と介州も抜き、太原を囲んだ。援軍として来た唐の裴寂は宋金剛が包囲する介休に到着したが宋金剛によって水を絶たれると水に飢えた唐軍は撃破された。さらに李元吉を遁走させて、武周は太原に入城した。宋金剛を派遣して晋州を攻め落とし、劉弘基を捕え、澮州に進軍させた。夏県の呂崇茂が県令を殺して魏王を号し、武周に呼応した。また隋の河東の守将の王行本も武周と連合した。并州を制圧した武周は首都を馬邑から太原に移した。
唐の高祖李淵は、秦王李世民に兵を率いさせて柏壁に駐屯させた。唐の永安王李孝基・于筠・独孤懐恩・唐倹の四将が夏県の呂崇茂を攻撃すると、呂の救援要請に応じた宋金剛は配下の尉遅恭と尋相を派遣して、李孝基の軍を破り、四将を捕らえた。李孝基は逃亡をはかって失敗し、殺害された。しかし尉遅恭は美良川で李世民に敗れ、王行本は蒲州でまた敗れた。宋金剛は絳州を囲み、武周は汾州を攻めたが、勝てなかった。補給路の護衛を担当していた黄子英が唐の張徳政に攻撃されて敗死したことで宋金剛の軍が食糧不足となって撤退をはじめたところ、李世民は追撃して雀鼠谷で日中八戦、宋金剛は大敗して介州に逃れた。唐軍が迫ると、宋金剛は残軍2万を西門から出して、城を背にして陣を布いた。しかし、決戦は敗れ、宋金剛は軽騎で逃げ去り、尉遅恭・尋相・張万歳らは唐に降った。武周は太原を捨てて突厥に逃れた。宋金剛は突厥に叛いて上谷に帰ろうとしたが、追っ手に斬られた。武周もまた馬邑に帰ろうとして、計画が露見し、突厥の軍隊に殺害された。享年49。

## 伝記資料
- 『旧唐書』巻55 列伝第5「劉武周伝」
- 『新唐書』巻86 列伝第11「劉武周伝」